# Fernando Menis
Pour les articles homonymes, voir Menis.
 (mai 2018).
Si vous disposez d'ouvrages ou d'articles de référence ou si vous connaissez des sites web de qualité traitant du thème abordé ici, merci de compléter l'article en donnant les références utiles à sa vérifiabilité et en les liant à la section « Notes et références ».
Fernando Martin Menis, né le 15 juin 1951 à Santa Cruz de Tenerife aux îles Canaries), est un architecte espagnol.

## Biographie
Diplômé de l’Institut d’architecture de Barcelone, également président du Laboratoire d’innovation en architecture, design et tourisme avancé de Tenerife et Professeur de l'Université Européenne des Îles Canaries, Fernando Menis est aussi conférencier invité aux Congrès Internationaux d’Architecture et dans les Universités (telles que Harvard, Université technique de Berlin, Université Columbia et l’École spéciale d'architecture).
En 2004, il crée Menis Architects, un studio d’architecture basé à Tenerife, Madrid et Valence. Les conceptions de Menis se caractérisent par leur durabilité et leur adaptabilité, représentant des projets à faible coût combinant les éléments naturels du paysage urbain et l’architecture. Ses principaux projets achevés comprennent la présidence du gouvernement des îles Canaries à Santa Cruz de Tenerife (1999), une piscine dans la rivière Spree, à Berlin (2004), le Magma Art & Congress (2005), la salle de concert multifonctionnelle « Jordanki » à Toruń (Pologne) et le stade d’athlétisme insulaire (2007).
Il fonde en 2007 Fernando Menis S.L.P.U pour continuer à travailler dans le monde entier.
Parmi les projets en cours figurent le complexe hôtelier suisse Bürchen Mystik, l’église Holy Redeemer à San Cristóbal de La Laguna, cette dernière faisant partie de la collection permanente du MoMa à New-York.

## Projets représentatifs
- Musée d'Art de Park Seo-bo (Jeju, Corée du Sud, en construction)
- Hatching – L’origine d’une ville (Biennale d’architecture de Venise 2014 – Pavillon du Maroc, Fundamental(ISM)S)
- Bürchen Mystik (Suisse, en construction)
- Salle de concert multifonctionnelle « Jordanki » à Torun (Pologne, 2015)
- Palais des Congrès et des Arts « El Magma » (Adeje, Espagne, 2005)
- Église Saint-Rédempteur (San Cristóbal de La Laguna, Espagne, en construction)[2]
- Musée et Place d’Espagne à Adeje (Espagne, 2010)[3]
- Piscine dans la rivière Spree à Berlin (Allemagne, 2004)
- Présidence du gouvernement des îles Canaries (Santa Cruz de Tenerife, Espagne, 1999)[4]

## Prix et récompenses
- 2018 : Prix allemand du design 2018, catégorie Architecture d’intérieur – Projet : Réception des Beaux-Arts de Tenerife, Espagne
- 2016 : Fernando Menis, Gagnant du Prix Taburiente – Succès professionnel, Espagne
- 2016 : Prix Zlota Kareta, journal Nowosci, Pologne – Projet : CKK « Jordanki » à Torun, Pologne
- 2016 : Prix du jury, Prix Bryła, Pologne – Projet : CKK « Jordanki » à Torun, Pologne
- 2016 : Prix du meilleur bâtiment culturel en Pologne, Prix SARP (Association des Architectes Polonais) – Projet : CKK « Jordanki » à Torun, Pologne
- 2016 : Prix Iconic, catégorie Bâtiment public, Allemagne – Projet : CKK « Jordanki » à Torun, Pologne
- 2016 : Prix du meilleur bâtiment en béton, WAN (World Architecture News Award) Royaume-Uni – Projet : CKK « Jordanki » à Torun, Pologne
- 2016 : Prix d’or pour le meilleur bâtiment public, Taipei International Design Award, Taiwan – Projet : CKK « Jordanki » à Torun, Pologn
- 2016 : Prix spécial pour l’accessibilité universelle, Cemex Building Awards, Mexique – Projet : CKK « Jordanki » à Torun, Pologne
- 2016 : Finaliste, Prix d’architecture du journal Polityka, Pologne – Projet : CKK « Jordanki » à Torun, Pologne
- 2016 : Finaliste, XIIIème Biennale espagnole d’architecture, catégorie « produit » - Projet : Picado, CKK « Jordanki » à Torun, Pologne
- 2016 : Finaliste, World Architecture Festival Intl. Awards (WAF), catégorie culturelle, Allemagne – Projet : CKK « Jordanki » à Torun, Pologne[5].
- 2016 : Nomination, Prix Modernizacja, catégorie Nouveau bâtiment urbain, Pologne – Projet : CKK « Jordanki » à Torun, Pologne
- 2016 : Nouvelle Merveille de Pologne, Concours des 7 Nouvelles Merveilles en Pologne, National Geographic, Pologne – Projet : CKK « Jordanki » à Torun, Pologne
- 2016 : Prix du jury, Taipei Int. Prix du design, catégorie Design d’espace public, Taiwan Projet Bürchen, place publique à Bürchen, Suisse
- 2016 : Finaliste, Prix européen de l'espace public urbain – Projet : Place publique à Bürchen, Suisse
- 2016 : Finaliste, Festival Mondial d’Architecture (WAF), catégorie paysage, Allemagne – Projet: Place publique à Bürchen, Suisse
- 2014 : Finaliste au Festival Mondial d’Architecture (WAF) – Projet : Bürchen Mystik, Suisse
- 2012 : Premier prix du Festival Mondial d’Architecture (WAF) dans la catégorie « New & Old » et le prix spécial du réalisateur – Projet : Musée sacré et Place d’Espagne à Adeje, Espagne
- 2012 : Finaliste au Prix européen de l’espace public urbain – Projet : Musée sacré et Place d’Espagne à Adeje, Espagne
- 2012 : Finaliste pour le Prix du Fesitval Mondial d’Architecture (WAF), Singapour – Projet : Musée sacré et Place d’Espagne, Tenerife
- 2012 : Prix 2012 de la Fondation Ambuja Cement, pour l’innovation en architecture – Projet : L’église Saint Rédempteur, San Cristóbal de La Laguna, Espagne
- 2011 : Finaliste au Festival Mondial d’Architecture (WAF) dans la catégorie « Projet culturels futurs » - Projet : Auditorium de Pájara, Fuerteventura, Espagne
- 2010 : Premier prix du Festival Mondial d’Architecture (WAF) dans la catégorie « Projets culturels futurs » - Projet : Salle de concert multifonctionnelle « Jordanki » à Torun, Pologne
- 2008 : Finaliste du Prix Manuel de Oráa – Projet : 4e phase du Parc de Cuchillitos, Espagne
- 2007 : Mention d’honneur à la 11e édition des « Architecture in Stone » Awards – Projet : Stade d’athlétisme insulaire, Espagne
- 2007 : Nommé aux Mies van der Rohe Awards – Projet : Palais des Arts et des Congrès « Magma », Espagne
- 2007 : Travail sélectionné lors de la remise des prix d’architecture espagnole – Projet : Palais des Arts et des Congrès « Magma », Espagne
- 2007 : Premier prix « Simproni Accessibility Architecture » - Projet : Palais des Arts et des Congrès « Magma », Espagne
- 2007 : Finaliste à la 9e édition de la Biennale d’architecture espagnole – Projet : Palais des Arts et des Congrès « Magma », Espagne
- 2006-2007 : Premier Prix et Prix spécial Manuel de Oráa – Projet : Stade d’athlétisme insulaire, Espagne
- 2006 : Finaliste aux FAD 2006 Awards – Projet : Palais des Arts et des Congrès « Magma », Espagne
- 2006 : Œuvre sélectionnée à la 11e édition de la Biennale d’architecture de Venise – Projet : Piscine dans la rivière Spree, Berlin, Allemagne
- 2006 : Finaliste à la 4e édition du Prix Européen de l’Espace Public Urbain – Projet : Piscine dans la rivière Spree, Berlin, Allemagne
- 2005 : Finaliste à la 8e édition de la Biennale d’architecture espagnole – Projet : Piscine dans la rivière Spree, Berlin, Allemagne
- 2004-2005 : Premier Prix ex æquo Manuel de Oráa – Projet : Palais des Arts et des Congrès « Magma », San Miguel, Espagne
- 2003 : Travail sélectionné à Iberfad – Projet : 11 Appartements à El Guincho, Espagne
- 2003 : Récompensé lors de la 13e édition des « Architectures in Stone » International Awards – Projet : Présidence du Gouvernemet des Canaries, Santa Cruz de Tenerife, Espagne
- 2002 : Œuvre sélectionnée à la 8e édition de la Biennale d’architecture de Venise – Présidence du Gouvernement des Canaries, Santa Cruz de Tenerife, Espagne
- 2000 : Premier prix du « National Architecture and Design Awards » - Projet : Présidence du Gouvernement des Canaries, Santa Cruz de Tenerife, Espagne
- 1999-2000 : Premier Prix Manuel de Oráa – Projet : Présidence du Gouvernement des Canaries, Santa Cruz de Tenerife, Espagne
- 1999 : Finaliste aux FAD Awards – Projet : Maison MM, Santa Cruz de Tenerife, Espagne
- 1998-1999 : Premier Prix Manuel Oráa – Projet : Espace culturel El Tanque, Santa Cruz de Tenerife, Espagne
- 1998-1999 : Prix de la Biennale d’architecture espagnole – Projet : Espace culturel El Tanque, Santa Cruz de Tenerife, Espagne
- 1998 : Premier prix Manuel de Oráa – Projet : Maison MM, Santa Cruz de Tenerife, Espagne
- 1998 : Travail sélectionnée aux Iberfad Awards – Projet : Espace culturel El Tanque, Santa Cruz de Tenerife, Espagne
- 1994-1995 : Accesit Manuel de Oráa – Projet : Bâtiment Proa, Santa Cruz de Tenerife, Espagne
- 1994 : Finaliste aux Iberfad Awards – Projet : Bâtiment Proa, Santa Cruz de Tenerife, Espagne
- 1992-93 : Premier Prix ex-aequo Manuel de Oráa – Projet : Complexe sportif Ana Bautista, Santa Cruz de Tenerife, Espagne
- 1988-89 : Deuxième Prix Manuel de Oráa – Projet : Appartement La Vigilia, San Miguel, Espagne
- 1982-83 : Premier Prix Manuel Manuel de Oráa – Projet : Station-service Texaco, Santa Cruz de Tenerife, Espagne[6]